# El refugio del miedo
El refugio del miedo (en anglès, Creation of the Damned i Refuge of Fear) és una pel·lícula espanyola de ciència-ficció de 1974 dirigida per José Ulloa.

## Sinopsi
Amèrica del Nord, en un futur pròxim. Dos matrimonis i el fill d'un d'ells conviuen en un estrany apartament que en realitat és un refugi antiatòmic. El món ha estat devastat per una guerra nuclear i el grup espera al fet que desaparegui la radioactivitat.

## Repartiment
- Craig Hill com Bob
- Teresa Gimpera com Margie
- Patty Shepard com Carol
- Fernando Hilbeck com Arthur
- Pedro Mari Sánchez com Chris
- Fernando Millet com Sheridan

## Producció
La pel·lícula neix d'un consell que li va donar el guionista Cesare Zavattini al director José Ulloa:
| «                                                         | La cosa va ser que un dia parlant Cesare Zavattini, un guionista molt important, pare del neorealisme italià, aquest em va aconsellar, ja que jo estava ja molt cansat del meu treball d'ajudant de direcció i molt cremat de col·laborar en males pel·lícules, em va dir: “fes una pel·lícula petita però que sigui teva” i com jo ja tenia aquesta història amb tan sols cinc personatges, perquè vaig dir: ja està!, i aquesta va ser la que vaig fer. D'altra banda, estava el meu terror personal a una presumible guerra nuclear, amb els míssils apuntant-se mútuament entre russos i nord-americans en la realitat d'aquells dies. | » |
| — José Ulloa, una vida en el cine (La abadía de berzano). | |   |

Va ser l'òpera prima de José Ulloa, cineasta adobat com a ajudant de direcció d'Ignasi F. Iquino, produïda per Profilmes, la productora de Josep Anton Pérez Giner.
| «                                                         | Va ser una pel·lícula que jo necessitava fer com fos, era una cosa vital. Amb tan sols cinc personatges tancats en un refugi, jo la concebia més com una pel·lícula d'Ingmar Bergman que al terror de la Hammer. Vaig començar a passejar el guió per a veure qui me la produïa ja que era molt barata, però com ningú s'interessava, vaig començar a donar-li voltes per fer-la amb els meus mitjans. Casualment, un dia m'assabento que a Barcelona hi ha una productora que es diu Profilmes i que es dedica al cinema de terror, i que s'autoqualifica com la Hammer catalana. Els vaig anar a veure, els va agradar el guió, i no va caldre insistir-los; l'endemà em van dir “la farem”, i em quedo glaçat, perquè jo portava dos anys intentant fer-la, i de la nit al dia… Em van proposar rodar-la en anglès i em va semblar bé. Jo els vaig oferir com a actors a l'estatunidenc Craig Hill, Teresa Gimpera, Patty Shepard (…), amb els quals jo ja havia treballat, i me'ls van acceptar. I la pel·lícula es va fer amb un pressupost baixíssim, amb uns destrets de temps terribles, ja que calia rodar-la en 23 jornades de 8 hores cadascuna. A penes es va poder acabar bé el rodatge per falta de temps. | » |
| — José Ulloa, una vida en el cine (La abadía de berzano). | |   |

El film s'inscriu en el gènere cinematogràfic de la ciència-ficció espanyola i té com a antecedent temàtic La hora incógnita (1964) de Mariano Ozores, pel·lícula que basa les seves pors en una hipotètica guerra freda que acabi derivant en una hecatombe nuclear.
| «                                                                 | Cal considerar El refugio del miedo com un títol precursor que va marcar la pauta argumental de films posteriors, cas d' Último deseo (1976) de León Klimovsky, Espectro (Más allá del fin del mundo) (1978) de Manuel Esteba, o, sobretot, La casa / Intrighi tra le stelle (1974) d'Angelino Fons, coproducció hispano-italiana realitzada en el mateix any la trama del qual guarda sospitoses similituds amb la de la present, circumstància en la qual no es pot obviar la participació no acreditada en el seu guió de Pedro Mari Sánchez, en aquell temps un dels protagonistes de la cinta que ens ocupa. | » |
| — José Luis Salvador Estébenez (José Ulloa, una vida en el cine). | |   |

El matrimoni en la ficció format per Teresa Gimpera i Craig Hill també era també matrimoni en la vida real.
La foto fixa de rodatge va estar a càrrec de la fotògrafa Colita.
El 19 d'octubre de 2009, el fanzine El buque maldito va organitzar una projecció en Barcelona amb la presència del director José Ulloa i els actors Teresa Gimpera i Craig Hill.
L'11 de setembre del 2014, el XLVII Festival Internacional de Cinema Fantàstic de Catalunya va recuperar la pel·lícula i la va projectar en la secció Brigadoon.